# Campeonato Mundial de Atletismo de 2013 - 5000 m feminino
A prova dos 5000 metros feminino do Campeonato Mundial de Atletismo de 2013 foi disputada entre 14 e 17 de agosto no Estádio Lujniki, em Moscou. 

## Recordes
Antes desta competição, os recordes mundiais e do campeonato nesta prova eram os seguintes:
| Tipo                  | Atleta          | Tempo    | Local   | Data                | Ref |
| --------------------- | --------------- | -------- | ------- | ------------------- | --- |
|                       | Tirunesh Dibaba | 14:11:15 | Oslo    | 6 de junho de 2008  | ver |
| Recorde do campeonato | Tirunesh Dibaba | 14:38:59 | Helsink | 1 de agosto de 2005 | ver |

## Medalhistas
| Ouro                | Prata               | Bronze            |
| Meseret Defar (ETH) | Mercy Cherono (KEN) | Almaz Ayana (ETH) |

## Cronograma
| Data         | Hora  | Evento   |
| ------------ | ----- | -------- |
| 14 de agosto | 09:40 | Baterias |
| 17 de agosto | 18:55 | Final    |

Todos os horários são horas locais (UTC +4)

## Resultados

### Baterias
Qualificação: Os 5 de cada bateria (Q) e os 5 mais rápidos (q) avançam para a   final.
| Classificação | Bateria | Atleta                    | Nacionalidade          | Tempo    | Nota |
| ------------- | ------- | ------------------------- | ---------------------- | -------- | ---- |
| 1             | 2       | Meseret Defar             | Etiópia                | 15:22.94 | Q    |
| 2             | 2       | Buze Diriba               | Etiópia                | 15:23.41 | Q    |
| 3             | 2       | Viola Kibiwot             | Quênia                 | 15:24.47 | Q    |
| 4             | 2       | Yelena Nagovitsyna        | Rússia                 | 15:26.95 | Q    |
| 5             | 2       | Kim Conley                | Estados Unidos         | 15:27.35 | Q    |
| 6             | 2       | Karoline Bjerkeli Grøvdal | Noruega                | 15:29.41 | q    |
| 7             | 2       | Susan Kuijken             | Países Baixos          | 15:34.31 | q    |
| 8             | 1       | Mercy Cherono             | Quênia                 | 15:34.70 | Q    |
| 9             | 1       | Almaz Ayana               | Etiópia                | 15:34.93 | Q    |
| 10            | 2       | Jackie Areson             | Austrália              | 15:40.21 | q    |
| 11            | 1       | Molly Huddle              | Estados Unidos         | 15:40.91 | Q    |
| 12            | 2       | Dolores Checa             | Espanha                | 15:43.73 | q    |
| 13            | 2       | Dominika Nowakowska       | Polónia                | 15:45.10 | q    |
| 14            | 1       | Shannon Rowbury           | Estados Unidos         | 15:50.41 | Q    |
| 15            | 1       | Tejitu Daba               | Bahrein                | 15:56.74 | Q    |
| 16            | 1       | Almensh Belete            | Bélgica                | 16:03.03 |      |
| 17            | 1       | Sophie Duarte             | França                 | 16:05.14 |      |
| 18            | 1       | Betlhem Desalegn          | Emirados Árabes Unidos | 16:13.27 |      |
| 19            | 1       | Misaki Onishi             | Japão                  | 16:16.52 |      |
| 20            | 1       | Carolina Tabares          | Colômbia               | 16:22.81 |      |
| 21            | 2       | Giuli Dekanadze           | Geórgia                | 17:57.39 | SB   |
| 22 !          | 1       | Margaret Wangari Muriuki  | Quênia                 | DNF      |      |

### Final
A final foi iniciada às 18:55. 
| Classificação     | Atleta                    | Nacionalidade  | Tempo    | Nota |
| ----------------- | ------------------------- | -------------- | -------- | ---- |
| Medalha de ouro   | Meseret Defar             | Etiópia        | 14:50.19 |      |
| Medalha de prata  | Mercy Cherono             | Quênia         | 14:51.22 |      |
| Medalha de bronze | Almaz Ayana               | Etiópia        | 14:51.33 |      |
| 4                 | Viola Kibiwot             | Quênia         | 15:01.67 |      |
| 5                 | Buze Diriba               | Etiópia        | 15:05.38 |      |
| 6                 | Molly Huddle              | Estados Unidos | 15:05.73 |      |
| 7                 | Shannon Rowbury           | Estados Unidos | 15:06.10 | SB   |
| 8                 | Susan Kuijken             | Países Baixos  | 15:14.70 |      |
| 9                 | Elena Nagovitsyna         | Rússia         | 15:24.83 |      |
| 10                | Dolores Checa             | Espanha        | 15:30.42 |      |
| 11                | Tejitu Daba               | Bahrein        | 15:33.89 |      |
| 12                | Kim Conley                | Estados Unidos | 15:36.58 |      |
| 13                | Karoline Bjerkeli Grøvdal | Noruega        | 15:48.87 |      |
| 14                | Dominika Nowakowska       | Polónia        | 15:58.26 |      |
| 15                | Jackie Areson             | Austrália      | 16:08.32 |      |

Legenda
| Recorde mundial       | Recorde mundial (World record)               |                       | Recorde africano                      | Recorde africano (African) |                                           | Q | Classificado por posição (Qualified) |
| Recorde do campeonato | Recorde do campeonato (Championship record)  | Recorde da América    | Recorde da América (Americas)         | q                          | Classificado por melhor tempo (Qualified) |   |                                      |
| Melhor marca do ano   | Melhor marca do ano (World leading)          | Recorde asiático      | Recorde asiático (Asian)              | DNS                        | Não largou (Did not start)                |   |                                      |
| Recorde nacional      | Recorde nacional (National record)           | Recorde europeu       | Recorde europeu (European)            | DNF                        | Não terminou (Did not finish)             |   |                                      |
| Recorde pessoal       | Recorde pessoal do atleta (Personal best)    | Recorde da Oceania    | Recorde da Oceania (Oceania)          | DSQ / DQ                   | Desclassificado (Disqualified)            |   |                                      |
| Recorde da temporada  | Recorde da temporada do atleta (Season best) | Recorde sul-americano | Recorde sul-americano (South America) | NM                         | Sem marca (No mark)                       |   |                                      |